# Michaël N'dri
Michaël N'dri (Salon-de-Provence, 1º novembre 1984) è un ex calciatore francese, di ruolo attaccante.

## Carriera
Nella stagione 2007-2008 ha giocato 22 partite nella massima serie belga con il Charleroi.
Dalla stagione successiva milita in squadre degli Emirati Arabi Uniti.

## Palmarès

### Club

#### Competizioni nazionali
- Qatar Second Division: 1

Al-Sailiya: 2011-2012

### Individuale
- Capocannoniere della Coppa di Lega emiratina: 1

2010-2011